# Lathyrus armenus
Lathyrus armenus là một loài thực vật có hoa trong họ Đậu. Loài này được (Boiss. & HUET) Čelak. miêu tả khoa học đầu tiên năm 1888.